# Tunes
Tunes (português europeu) ou Túnis (português brasileiro) (pronunciado em português europeu: [ˈtunɨʃ]; pronunciado em português brasileiro: [ˈtunis]; em árabe: تونس,; romaniz.: Tūnis, pronunciado: [ˈtuːnis]; em francês: Tunis, pronunciado: [tynis]; em amazigue: Tunes, ⵜⵓⵏⴻⵙ) é a capital da Tunísia e da província (gouvernorat) homónima. Em 2004, o município do centro da cidade tinha 728 453 habitantes, a província cerca de um milhão e estimava-se que a região metropolitana tivesse cerca de dois milhões de habitantes.
Situada num grande golfo do mar Mediterrâneo — o golfo de Tunes —, do qual é separada pelo lago de Tunes e pelo porto de La Goulette (Halq al Wadi), a cidade estende-se pela planície costeira e pelas colinas que a cercam. A almedina é cercada por bairros mais recentes (da era colonial e posterior). Em torno da cidade encontram-se os subúrbios de Cartago, La Marsa e Sidi Bou Said, entre outros.
A almedina, declarada Património Mundial em 1979, é o centro da cidade: uma densa aglomeração de vielas e passagens cobertas, com cores e aromas intensos, comércio ativo e agitado e uma quantidade de bens em oferta que vão do couro ao plástico, do estanho à filigrana, das lembranças para turistas ao trabalho de pequenas lojas de artesanato.
A cidade moderna, ou Ville Nouvelle, começa no Portão do Mar (Bab el Bahr) e é cortada pela grande avenida Bourguiba, onde os edifícios da era colonial contrastam com estruturas menores. Como capital nacional, Tunes é o centro da atividade comercial tunisina, bem como o foco da vida política e administrativa do país.
O gentílico para a cidade é "tunesino" ou "tunetano" em português europeu ou "tunisino" em português brasileiro (sendo mais usual a expressão "tunisiano" para o país). Em francês é tunisois.

## História
Acredita-se que os fenícios tenham fundado Tunes no século VI a.C. A cidade atual foi construída enquanto estava sob o controle do governo francês (1881-1956) e, quando o país se tornou independente, Tunes passou a ser sua capital.

### Cartago

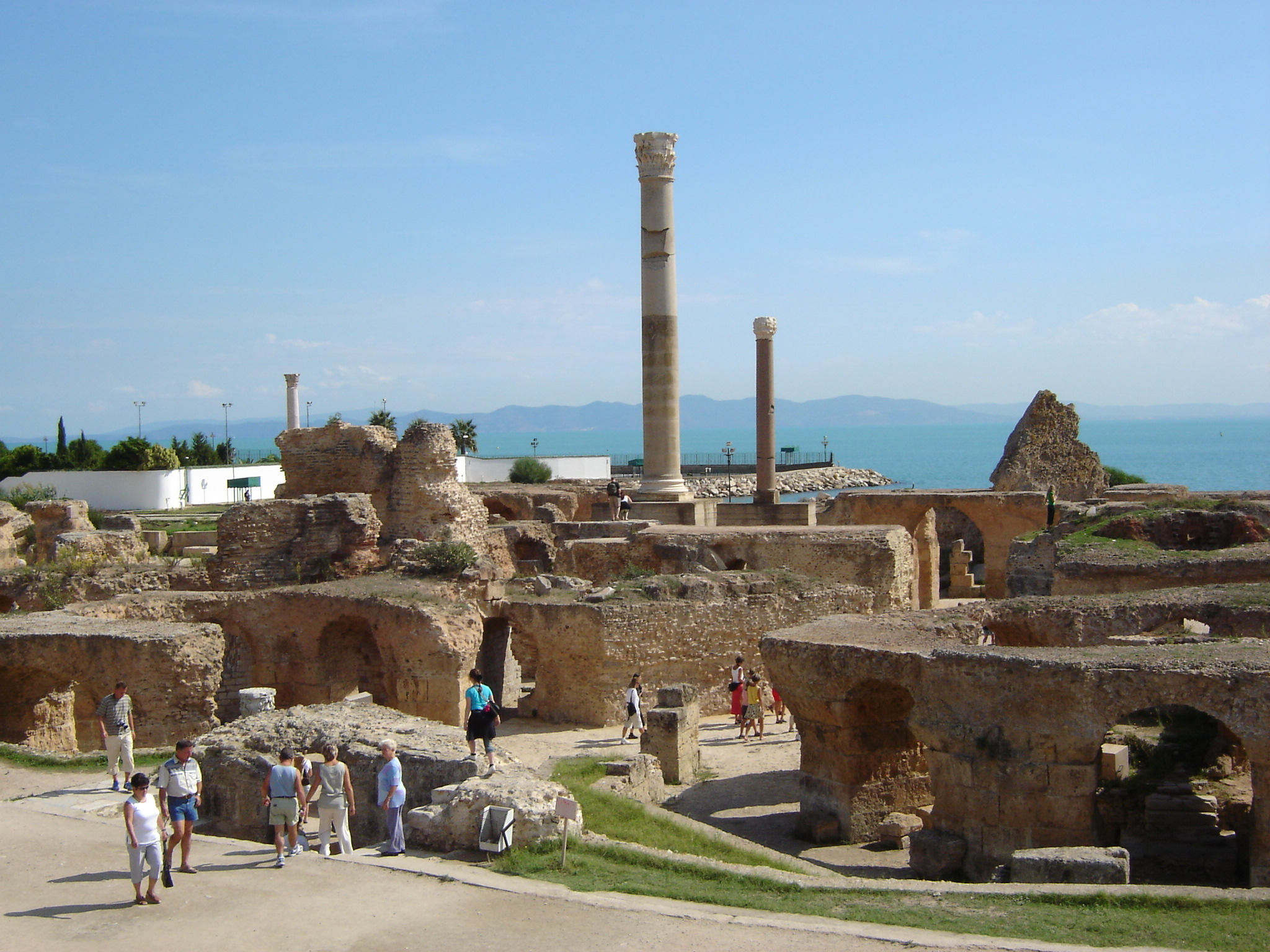
Cartago

O estudo histórico de Cartago é problemático. Devido à sua cultura e aos registos que foram destruídos pelos romanos no final da Terceira Guerra cartaginesa, muito poucas fontes históricas primárias cartaginesas sobreviveram. Embora existam algumas antigas traduções de textos cartagineses em grego e latim, bem como inscrições em monumentos e edifícios descobertos no Norte da África,  as principais fontes são historiadores gregos e romanos, incluindo Tito Lívio, Políbio, Apiano, Cornélio Nepos, Sílio Itálico, Plutarco, Dião Cássio e Heródoto. Estes escritores pertenciam aos povos de competições, e muitas vezes em conflito, com Cartago. Cidades gregas impugnada com Cartago para a Sicília,  e os romanos lutaram três guerras contra Cartago.
Recentes escavações trouxeram muito mais material principal à tona. Alguns destes materiais contradizem com os aspetos da tradicional de Cartago, e muitos ainda são ambíguos.

### Primeira história

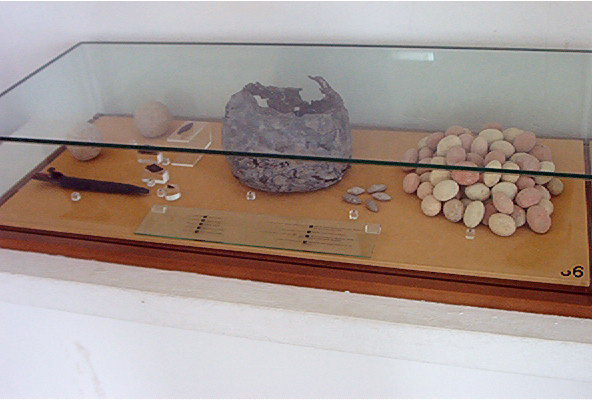
Artefatos de cerca de 149-146.

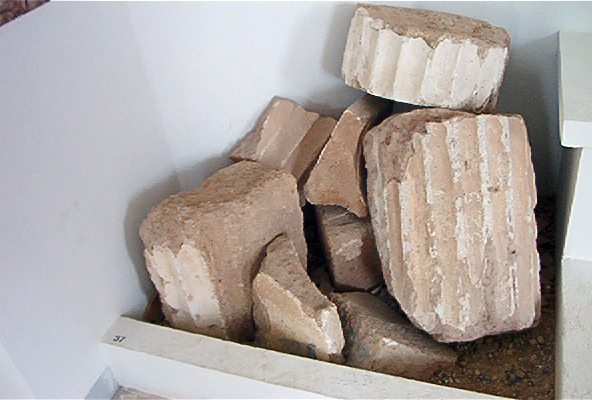
Colunas cartagineses.

A existência da cidade é atestada por fontes que datam desde século XV a.C. Por volta do segundo milénio a.C. uma cidade, originalmente chamado Tunes, foi fundada pelos berberes e também ao longo do tempo ocupado por númidas. Em 146 a.C., os romanos destruíram Tunes (juntamente com Cartago). No entanto, a cidade foi posteriormente reconstruída no âmbito do Estado de Augusto e tornou-se uma importante cidade sob controle romano e centro de uma florescente indústria agrícola. Situada numa colina, Tunes serviu como um excelente ponto a partir do qual as idas e vindas dos navios e caravanas no tráfego de e para Cartago podiam ser observados. Tunes foi uma das primeiras cidades da região a queda que estavam sob controle cartagineses, e nos séculos que se seguiram Tunes foi mencionada nas histórias militares associadas com Cartago. Assim, durante a expedição Agathocles, que desembarcou no Cabo Bon, em 310 a.C., Tunes mudou de mãos em diversas ocasiões.
Durante a Guerra do Mercenário, é possível que Tunes tenha servido como um abrigo para a população nativa da região, e que a sua população era composta principalmente de camponeses, pescadores e artesãos. Comparado com as antigas ruínas de Cartago, as ruínas da antiga Tunes não são tão grandes.
Durante o século XIII, Tunes passou a receber vários grupos de árabes e judeus que vivam na Península Ibérica. Durante o começo da Reconquista, também no século XIII, ocorre o encerramento da presença do poder árabe em al-Andaluz e o crescimento da presença das populações saídas da Península Ibérica para o norte da África.

### Etimologia
Túnis é a transcrição do nome árabe تونس que pode ser pronunciado como "Tunus", "Tunídeos", ou "Tunes". As três variações foram mencionados pelo geógrafo árabe al-Rumi Yaqout no seu Mu'jam al-Bûldan (O Dicionário dos países).
Existem diferentes explicações para a origem do nome Tunes. Alguns estudiosos referem que a deusa fenícia Tanit (ou Tanut), como muitas cidades antigas foram nomeadas em homenagem aos seus deuses. Alguns estudiosos árabes propuseram que o nome deriva de raízes árabe ou o identificou como original da cidade Tarshish. Outros afirmam que é originária de Tynes, que foi mencionado por Diodoros e Polybius juntamente, descrições que estão próximos a Al-Kasba, subúrbio de Tunes.
Outra possibilidade é que ele foi derivado do bérbere verbal que significa "deitar-se a" ou "para passar a noite". Dadas as variações do significado preciso no tempo e no espaço, os conceitos de Tunes poderão, eventualmente significar "acampamento durante a noite", "campo", ou "parar". Na Tunísia, há também algumas referências inscritas na Roma Antiga, fontes que citam os nomes de cidades próximas, como Tuniza (atualmente El Kala), Thunusuda (atualmente Sidi Meskine), Thinissut (atualmente Bouregba Bir), Thunisa (atualmente Ras Jebel), etc . Como todas estas aldeias berberes estavam situados em estradas romanas, que, sem dúvida, serviu como um ponto ou parada de repouso.

## Geografia

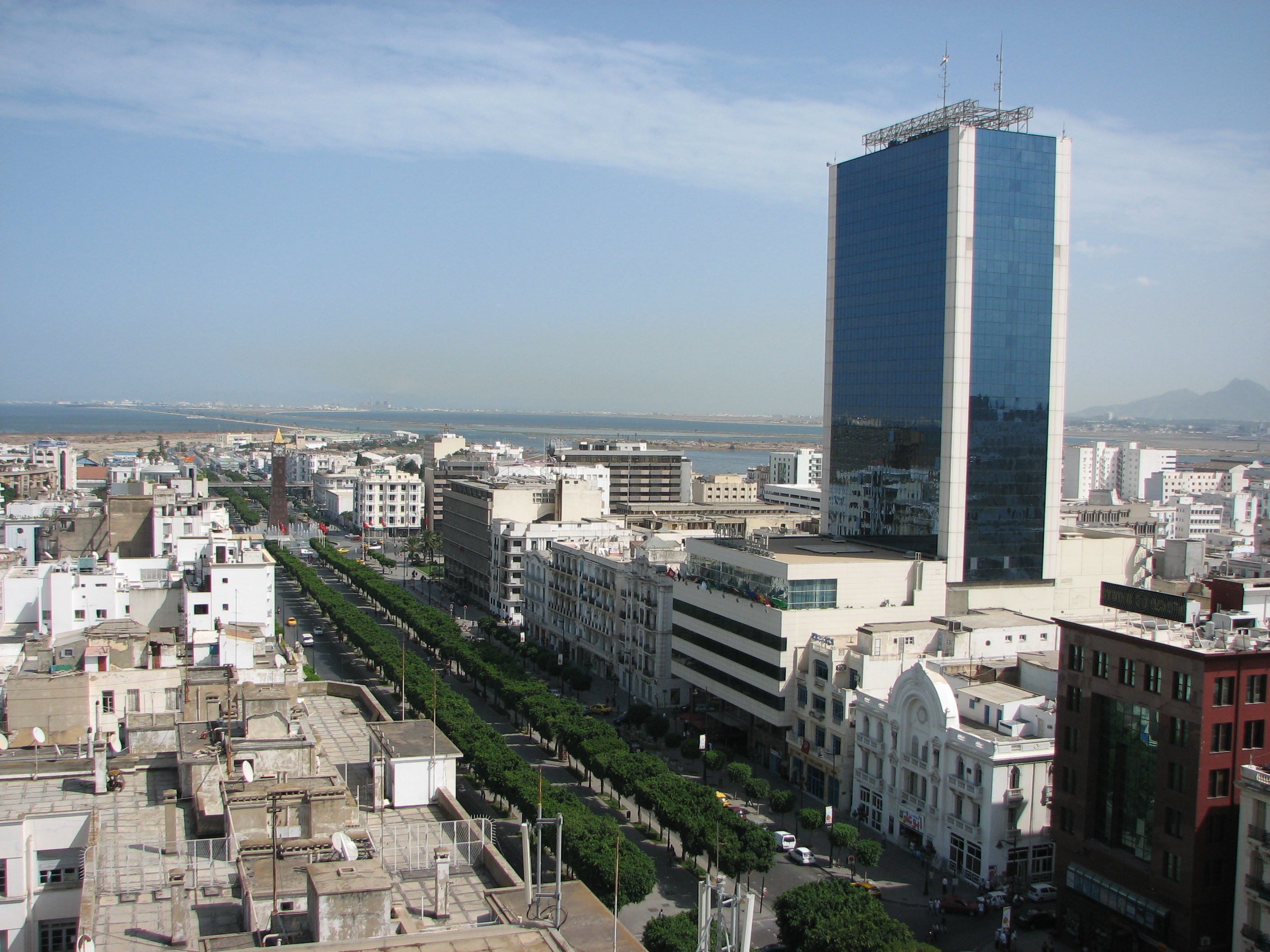
Avenida Habib Bourgiba, Tunes.

Tunes está localizada no nordeste da Tunísia sobre o lago de Tunes, e é ligado ao Golfo de Tunes no mar Mediterrâneo por um canal que termina no porto de La Goulette / Halq al Wadi. A antiga cidade de Cartago está localizado ao norte de Tunes, ao longo do litoral.
A cidade de Tunes é construída sobre uma colina inclinada para baixo para o lago de Tunes. Estas colinas contêm os lugares Notre-Dame de Tunes, Ras Tabia, La Rabta, La Kasbah, Montfleury e La Manoubia além altitudes que apenas 50 metros. A cidade está localizada no cruzamento de uma estreita faixa de terra entre Tunes e Lago Séjoumi. O istmo entre eles é o que geólogos chamam de "Tunes cúpula", que inclui colinas de calcário e de sedimentos. Constitui uma ponte natural e desde tempos imemoriais várias grandes estradas ligam para o Egito e no resto da Tunísia tem ramificações para fora do país. As estradas também estão dependentes de Cartago, salientando a sua importância política e económica, não só na Tunísia, mas na África na época romana.

## Economia

### Visão geral

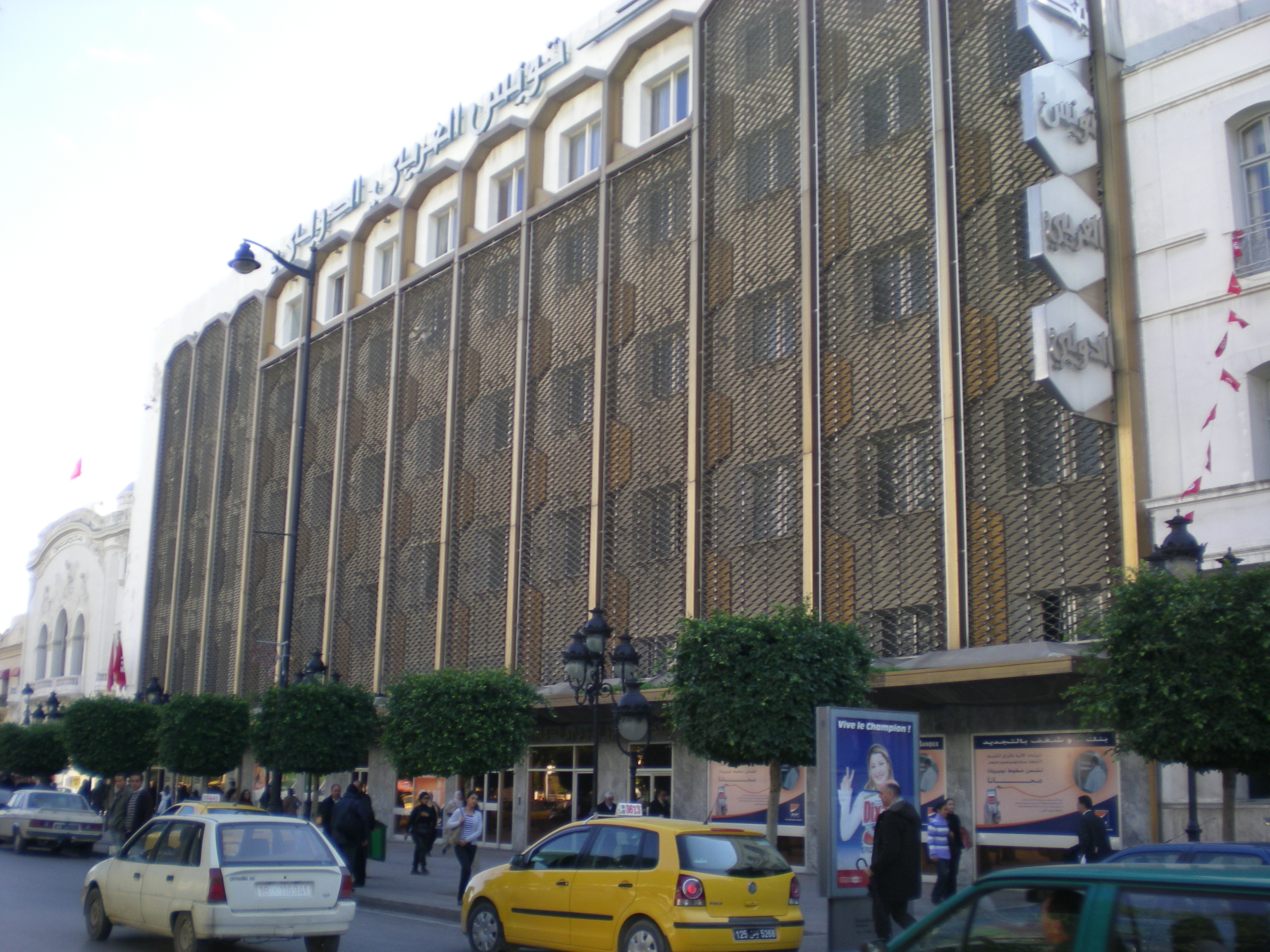
Sede do Banco Internacional Árabe da Tunísia

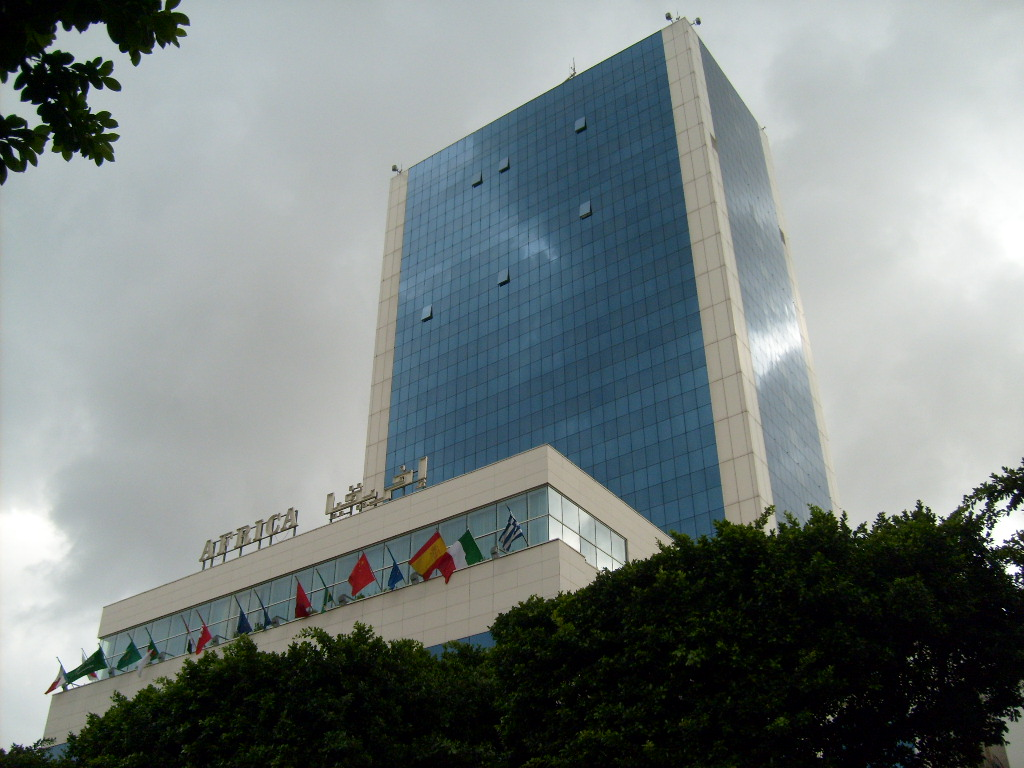
O Hotel África, localizado no coração da cidade

Os produtos manufaturados em Tunes incluem têxteis, tapetes e azeite. O turismo proporciona também uma parcela significativa da renda da cidade. Devido à concentração de comando político (sede do governo central, a Presidência do Parlamento, dos ministérios e do governo central) e cultura (festivais e corrente de mídia), Tunes é a única metrópole no ranking nacional.
Tunes é o centro da economia da Tunísia e é o polo industrial e económico do país, a sede de um terço das empresas tunisinas — incluindo quase todas as sedes de empresas com mais de 50 empregados com exceção da Companhia de Fosfatos de Gafsa com a descentralização de sua sede em Gafsa — e produz um terço do produto interno bruto nacional. Tunes atrai investidores estrangeiros (33% das empresas, 26% dos investimentos e 27% do emprego), com exceção de várias áreas, devido a desequilíbrios económicos. A taxa de desemprego urbano entre os graduados está a aumentar e a taxa de analfabetismo permanece elevada entre os idosos (27% das mulheres e 12% dos homens). O número de pessoas que vivem abaixo da linha da pobreza diminui a nível nacional, mas continua a ser maior nas áreas urbanas. Além disso, o desemprego é elevado entre os jovens com idade entre 18 e 24 com um em cada três desempregados, em comparação com uma em cada seis, a nível nacional. Na Grande Tunes, a proporção de jovens desempregados é de 35%.

### Setores
A estrutura económica de Tunes, bem como a do país, é esmagadoramente do setor terciário. A cidade é o maior centro financeiro do país que acolhe a sede de 65% das empresas financeiras — enquanto os setores industriais estão gradualmente decrescendo no grau de importância. No entanto, o setor secundário é ainda muito representado e Tunes hospeda 85% dos estabelecimentos industriais em quatro províncias, com uma tendência para a propagação de zonas industriais especializados nos subúrbios.
A indústria primária como a agricultura, porém, está ativa em áreas agrícolas especializadas na periferia, em especial o vinho e o azeite. Com efeito, graças a um terreno plano geral e aos dois principais rios na Tunísia, o Medjerda para o norte e o Milian ao sul, os solos são férteis. Tunes tem várias planícies grandes, onde as mais produtivos são Ariana e La Soukra (norte), a planície de Manouba (oeste) e a planície de Mornag (sul). Além disso, a água subterrânea é facilmente acessível através da perfuração de poços profundos, fornecendo água para as diferentes culturas agrícolas. Os solos são pesados por conter calcário no norte, mas são mais leves e arenosos contendo argila no sul. Há muita diversificação no município de Tunes, com trigo cultivado em Manouba, azeitonas e azeite em Ariana e Mornag, vinho, frutas, vegetais e legumes são cultivados em todas as regiões.

## Transporte

### Transporte público

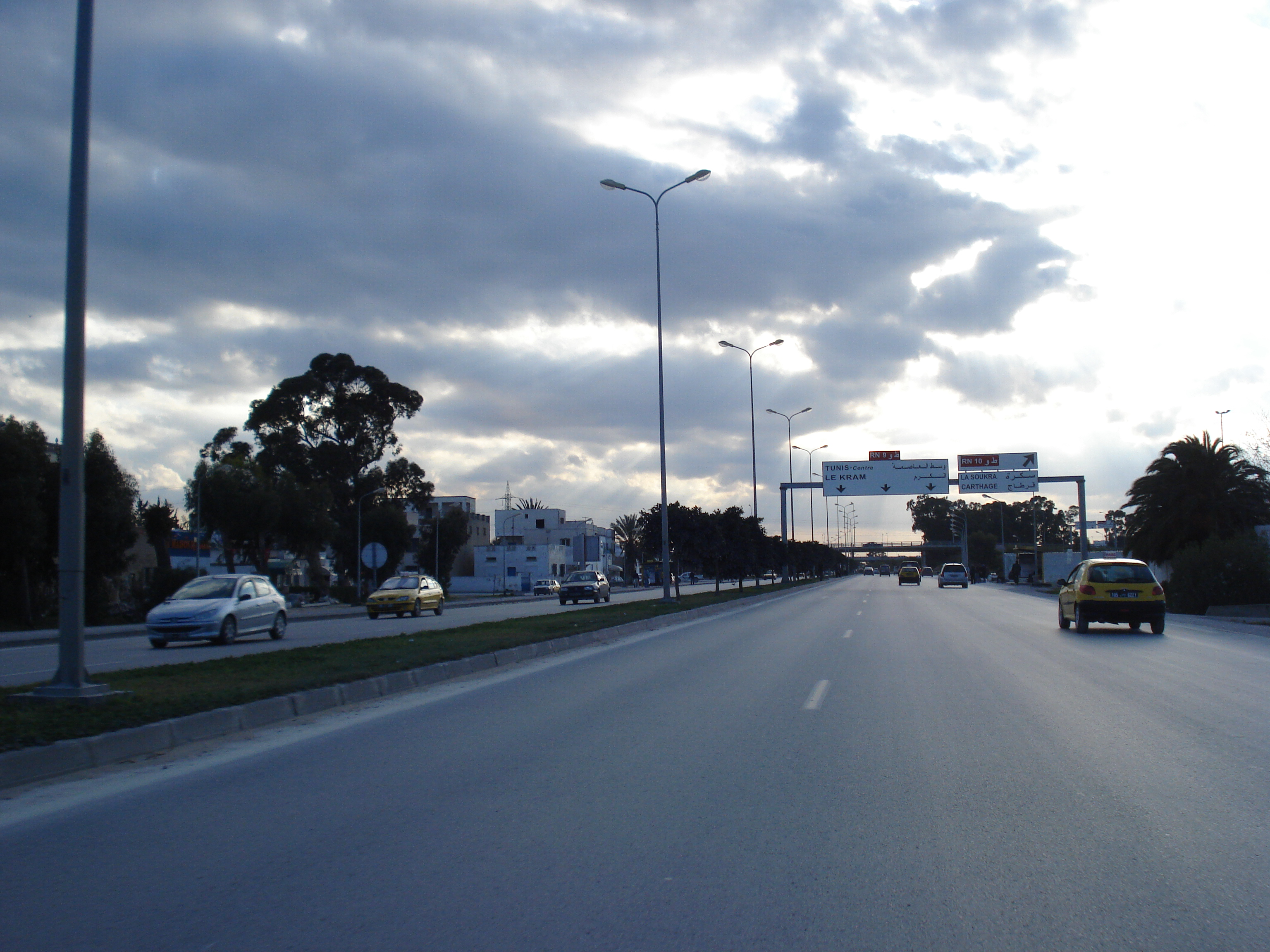
Autoestrada Tunis-Marsa

Tunes é servida pelo Aeroporto Internacional de Tunes-Cartago. A crescente área metropolitana é servida por uma extensa rede de transportes públicos, incluindo autocarros, um sistema ferroviário (o Metro de Tunes) acima do solo, bem como uma linha comboio regional(o TGM) que liga o centro da cidade aos mais próximos subúrbios do norte. Rodovias multifaixa circundam a cidade e servem o número crescente de veículos de propriedade privada.

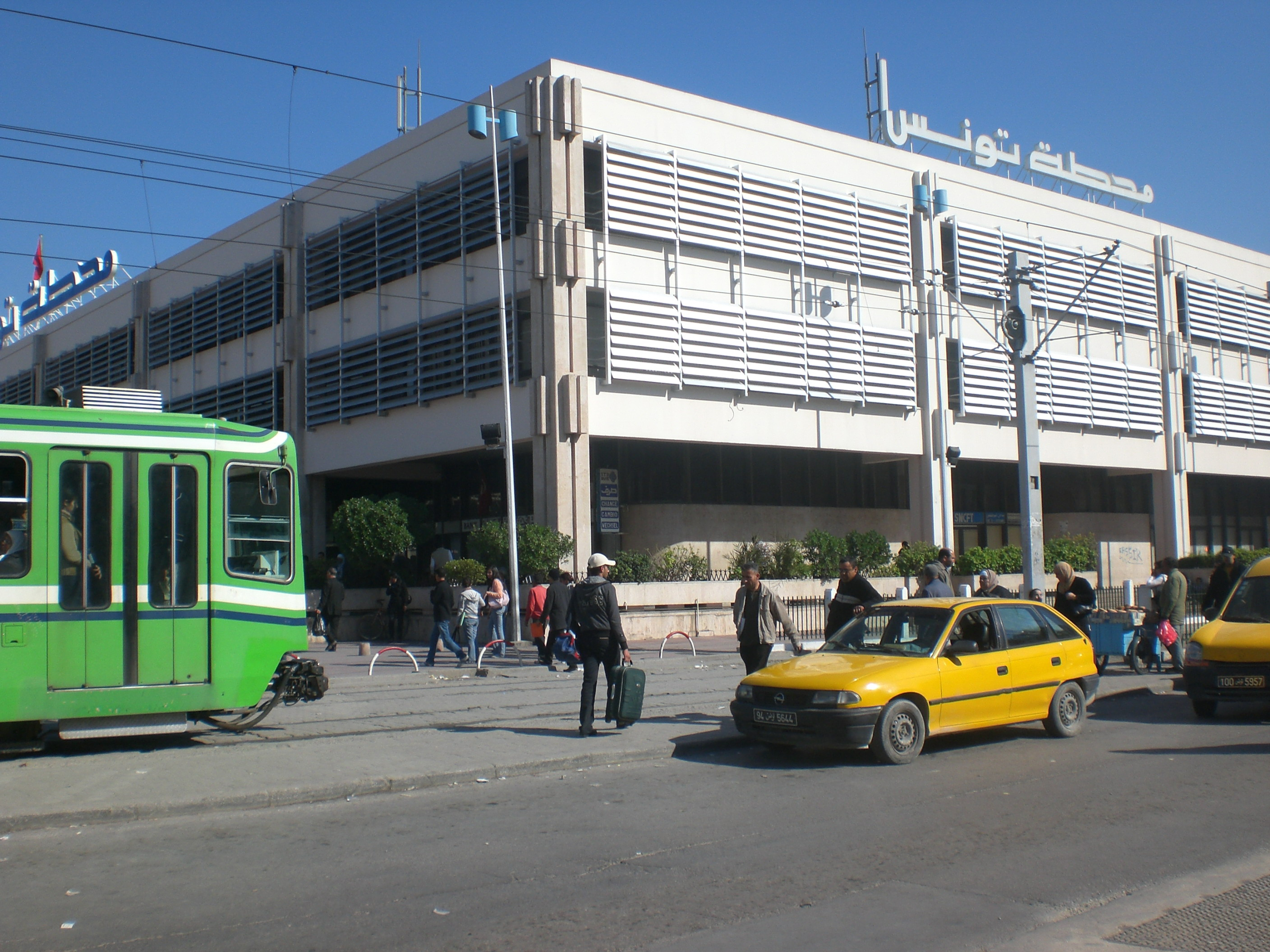
Estação ferroviária em Tunes

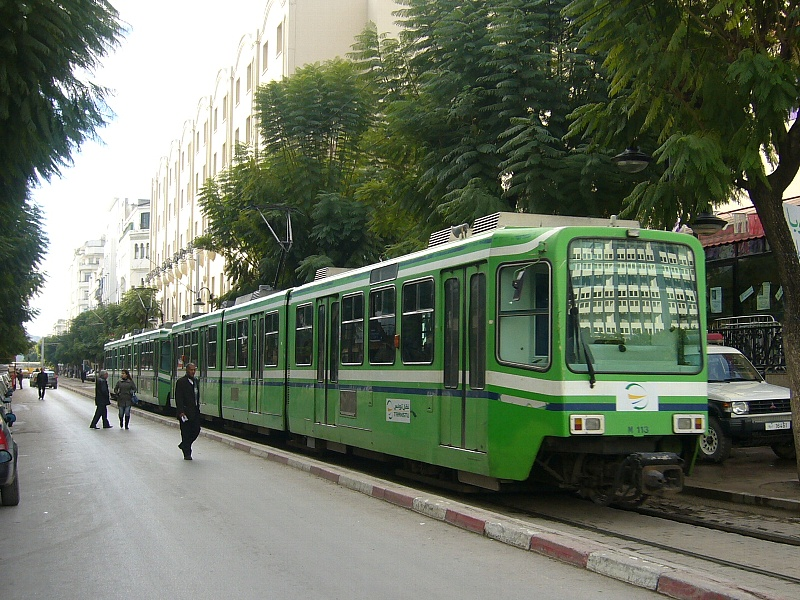
Metrô de Tunis

A área de Tunes é servida pelo metro  e pelo TGM (Tunes-Goulette-Marsa), bem como serviços de autocarro, e está ligada a outros lugares na Tunísia pelo SNCFT, o transporte ferroviário nacional. As autoridades de transportes importantes são a Sociedade de Transporte de Tunes (STT) e o Ministério dos Transportes (Aeroportos) e o Ministério dos Transportes (Aeroportos) A autoestrada A1 liga Tunes com Sfax para o sul, a A3 faz a ligação com Oued Zarga e Béja a oeste, enquanto a A4 é o elo com Bizerte.
A cidade possui no início do século XXI um sistema de transportes públicos desenvolvido, sob a gestão da Sociedade de Transporte de Tunes (STT). Além de cerca de 200 linhas de autocarro, a primeira linha do sistema metropolitano ligeiro foi inaugurada em 1985. A rede de Metro de Tunes estendeu-se gradualmente desde então, para atingir os subúrbios. A capital também está ligada aos seus subúrbios do norte por uma linha ferroviária que atravessa o lago, dividindo-o em dois. Além disso, uma nova malha de trânsito está prevista para a Grande Tunes, em 2009. Este é o RTS (Rede Ferroviária Rápida), que é o equivalente de Paris RER, que vai levar dezenas de milhares de viajantes provenientes das cidades distantes para o centro de TUnes, usando faixas existentes ou novas faixas a serem construídas.

## Educação

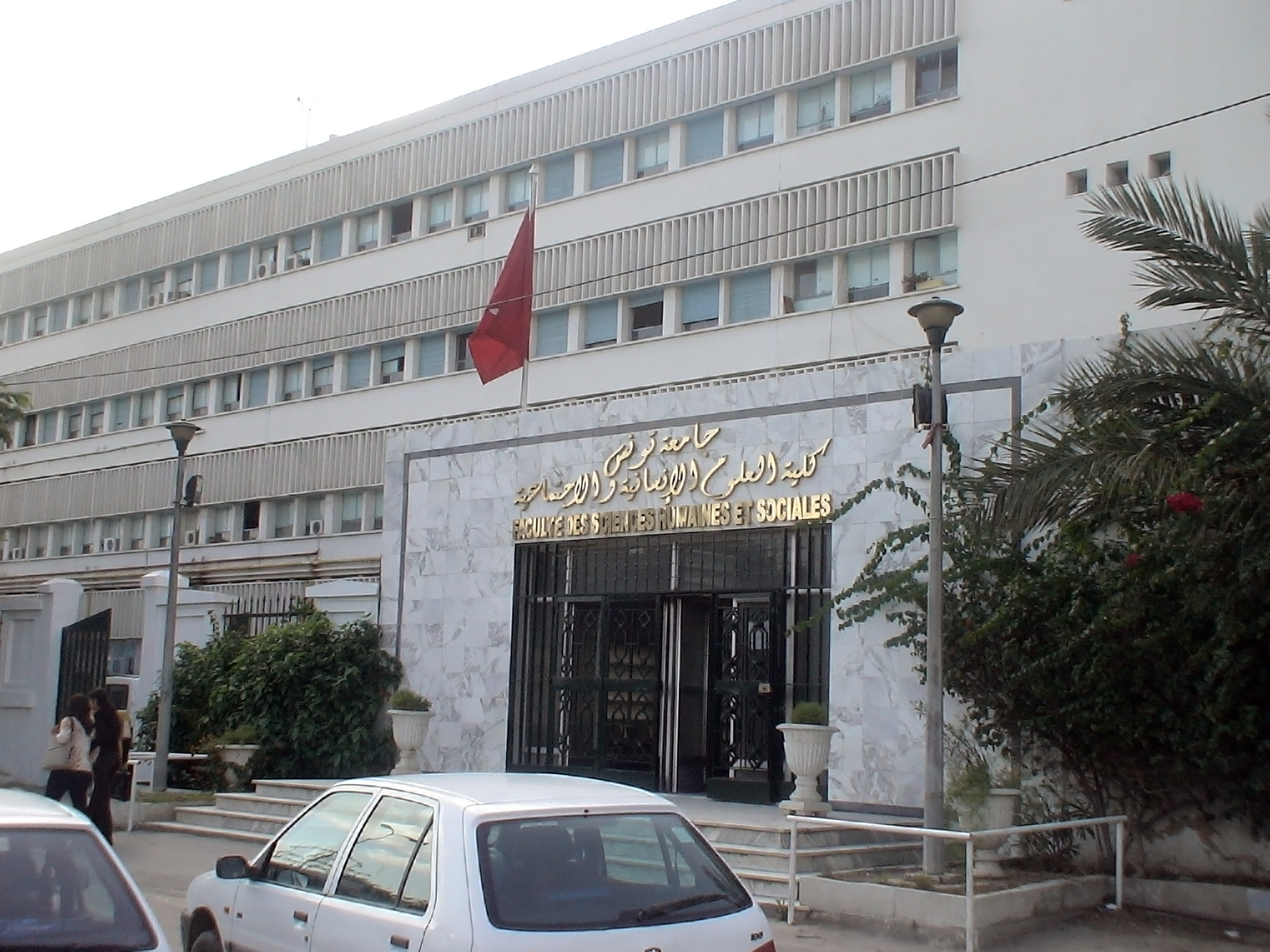
Faculdade de Ciências Sociais e Humanas

Tunes e seus subúrbios tem muitas das principais universidades tunisinas incluindo Universidade de Tunes, Tunísia Universidade Privada, Zitouna Universidade, da Universidade de Túnis — El Manar, a Universidade de 7 de novembro em Cartago e da Universidade de Manouba. Por consequência, tem a maior concentração do número de alunos na Tunísia com uma população estudantil de 75 597 a partir de 2006.

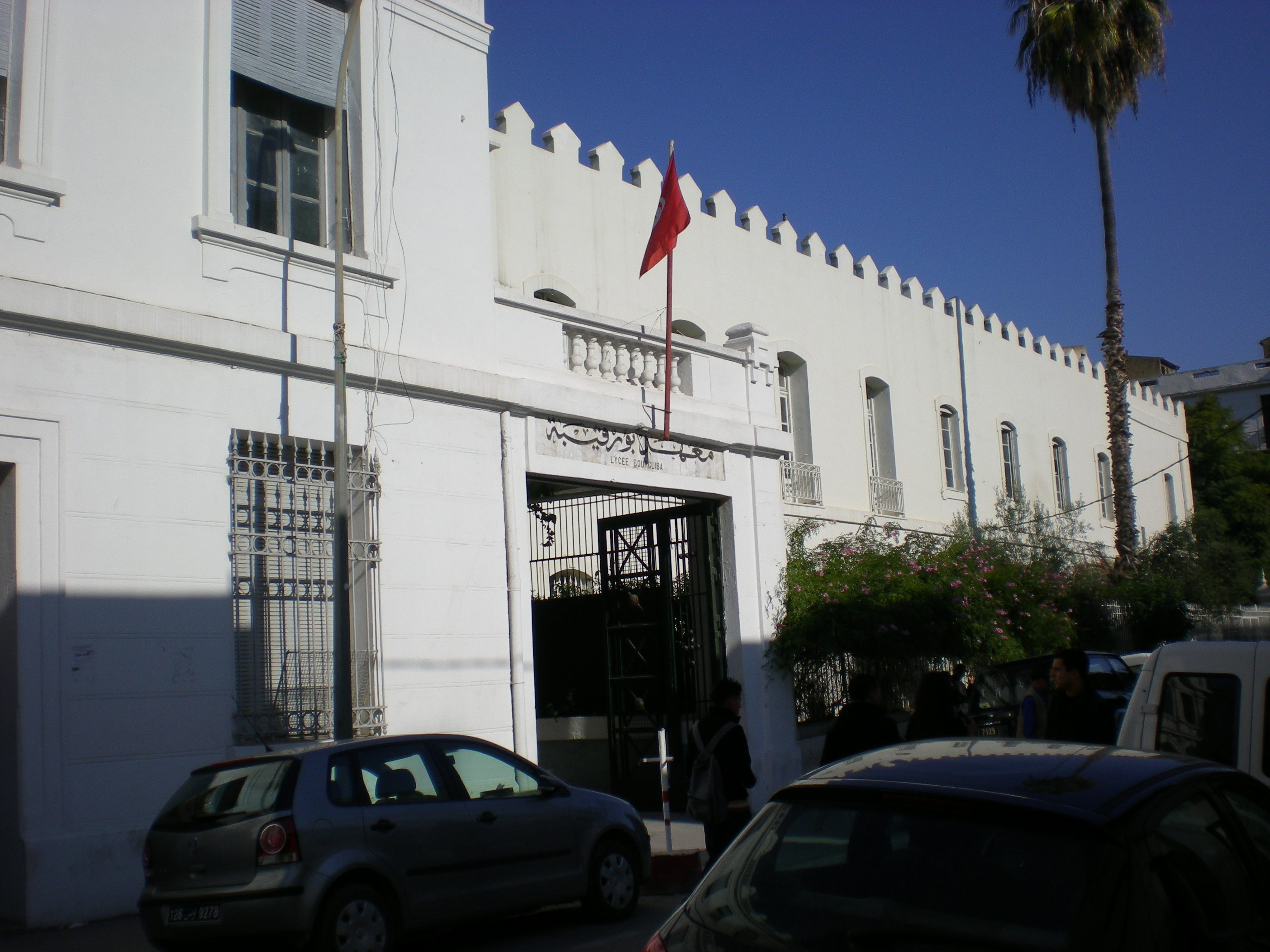
Bourguiba High School

Há também um número de ensino superior como a Escola Nacional de Engenheiros de Túnis, a Escola Nacional de Ciências, da Graduate School of Communications da Tunísia, e o Instituto Superior de Estudos Tecnológicos em Comunicações de Túnis, etc. Além disso, institutos de formação privados incluem a Universidade Aberta de Túnis, a Universidade Central Privadas Administração e Tecnologia, da Escola Superior de Engenharia e Tecnologia Privadas e Instituto Norte Africano de Economia e Tecnologia.
Entre as escolas da capital, os mais conhecidas são o Liceu da Rue du Pacha (fundado em 1900), Liceu Bab El Khadhra, o Liceu de la Rue de Russie, Lycée Bourguiba (antigo Liceu Carnot de Túnis), e os Lycée Alaoui. Até a independência, Sadiki College (fundado em 1875) e Khaldounia (fundado em 1896) foram também entre as mais reconhecidas. A herança da presença francesa no país continua presente, e a cidade conserva muitas escolas francesas, o mais importante é o Lycée Pierre Mendès-France na Mutuelleville.

### Bibliotecas

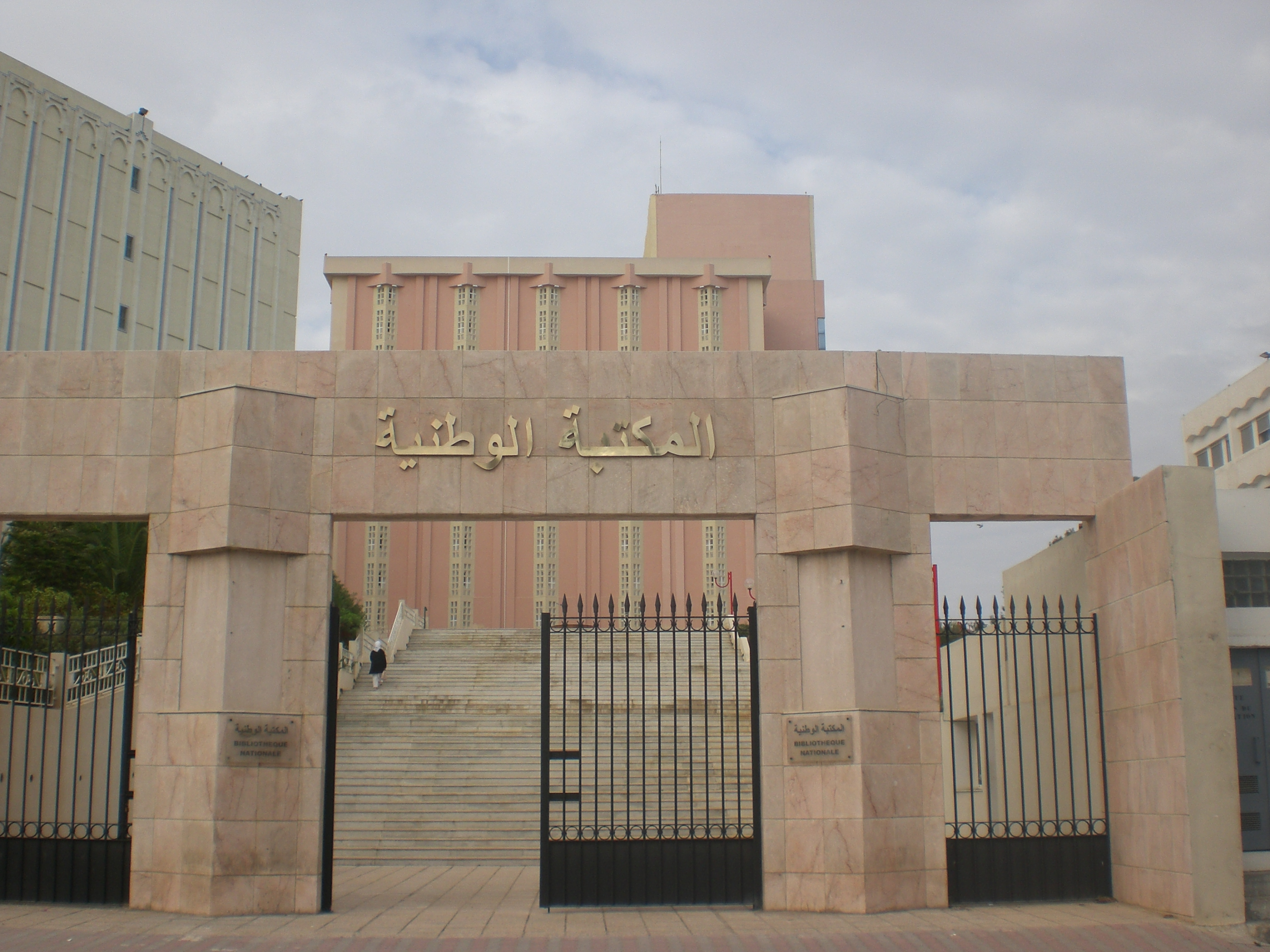
Biblioteca Nacional da Tunísia

A cidade possui algumas das mais importantes biblioteca do país, incluindo a Biblioteca Nacional da Tunísia, que foi instalado pela primeira vez em 1924 na Medina, em um prédio construído em 1810 por Hamuda Bei para servir como quartel de tropas e, em seguida, uma prisão. Agora, muito pequena, a biblioteca mudou-se para a sua atual localização na Avenida 9 de abril, em 1938. O novo edifício contém uma sala de leitura, sala de conferências, laboratórios, uma Galeria de Exposições, um bloco de serviços técnicos e administrativos, um restaurante, um estacionamento e espaços de áreas verdes.
Localizado numa antiga casa de um estudioso haféssida, a biblioteca do Caldunia foi fundada em 1896, juntamente com a criação da instituição educacional. Após a independência, e na sequência da consolidação de programas de educação, a associação cessou operações, mas a biblioteca está agora ligada à Biblioteca Nacional, que prevê a sua gestão.
Construída no século XVII, o Dar Ben Achour contém também uma biblioteca. Adquirida no final dos anos 1970 pelo município de Tunes, a casa foi convertida em 1983 numa biblioteca.

## Arquitetura

### Arquitetura urbana
A Medina, construída em uma encosta suave de colina no caminho para o Lago de Túnis, é o coração histórico da cidade e lar de muitos monumentos, incluindo palácios, como o Dar Ben Abdallah e Dar Hussein, o mausoléu de Tourbet el Bey ou muitas mesquitas, como a mesquita Azaituna. Algumas das fortificações em torno dele já desapareceram em grande parte, e é flanqueado pelos dois subúrbios de Bab Souika ao norte e Bab El Jazira ao sul. Localizado próximo ao Bab Souika, o bairro de Halfaouine que ganhou atenção internacional com o filme 'Halfaouine Child of the Terraces'.
Mas a leste do núcleo original, primeiro com a construção do Consulado da França, a cidade moderna foi construída gradativamente com a introdução do protetorado francês no final do século XIX, em terreno aberto entre a cidade e o lago. O eixo de estrutura desta parte da cidade é a Avenida Habib Bourguiba, projetada pelos franceses para ser uma forma tunisiana da Champs-Élysées em Paris com seus cafés, grandes hotéis, lojas e espaços culturais. Em ambos os lados da avenida das linhas arborizadas, norte e sul, a cidade se estendia em vários bairros, com o extremo norte recebendo bairros residenciais e comerciais, enquanto o sul recebendo bairros industriais e populações mais pobres.
A sudeste da Avenida Bourguiba, o distrito de La Petite Sicile (Pequena Sicília) é adjacente à área do antigo porto e leva o nome de sua população original de trabalhadores da Itália. Está agora a ser objecto de um projecto de remodelação incluindo a construção de torres gémeas. Ao norte da Avenida Bourguiba fica o bairro de La Fayette, que ainda abriga a Grande Sinagoga de Túnis e os Jardins Habib Thameur, construídos no local de um antigo cemitério judeu que ficava fora dos muros. Também ao norte fica a longa Avenida Mohamed V, que leva ao Boulevard de 7 de novembro passando pelo bairro dos grandes bancos onde estão os hotéis e o Lago Abu Nawas e finalmente até a área do Belvedere em torno da praça Pasteur. É aqui que fica o Parque Belvedere, o maior da cidade e que abriga um zoológico e o Instituto Pasteur fundado por Adrien Loir em 1893. Continuando ao norte estão os bairros mais exclusivos de Mutuelleville que abrigam o Liceu francês Pierre-Mendès- França, o Sheraton Hotel e algumas embaixadas.
Ainda mais ao norte do Parque Belvedere, atrás do Boulevard de 7 de novembro, estão os bairros de El Menzah e El Manar que agora alcançam os picos das colinas que dominam o norte da cidade. Eles suportam uma variedade de edifícios residenciais e comerciais. A oeste do parque fica o distrito de El Omrane, que abriga o principal cemitério muçulmano da capital e os armazéns de transporte público. Em direção ao leste está o Aeroporto Internacional de Túnis-Cartago e os bairros de Borgel, dando seu nome aos cemitérios judeus e cristãos existentes na capital, e ao bairro de Montplaisir. Além disso, vários quilômetros a nordeste, na estrada para La Marsa, o Berges du Lac foi construído em um terreno recuperado na margem norte do lago próximo ao aeroporto, que abriga escritórios de empresas tunisinas e estrangeiras, além de muitas embaixadas como lojas.
A sudoeste da Medina, na crista das colinas que cruzam o istmo de Túnis, fica o distrito de Montfleury, em seguida, descendo até o sopé de Séjoumi, o bairro pobre de Mellassine. A noroeste deste último, ao norte da Rota Nacional 3 que leva ao oeste, está a cidade de Ezzouhour (anteriormente El Kharrouba), que se estende por mais de três metros (9,8 pés) e é dividida em cinco seções. Ainda é cercada por fazendas e vegetais são cultivados que abastecem muitos dos souks da região. 
O sul de Túnis é formado por bairros desfavorecidos, principalmente devido à forte indústria desta parte da metrópole. Entre eles está Jebel Jelloud, localizado no sudeste de Tunis, que se concentra na indústria pesada de produção de cimento, a planta de tratamento de fosfatos, etc. O cemitério principal de Tunis, o Cemitério Djellaz, domina esta parte da cidade, empoleirado nas encostas de um afloramento rochoso.

### Médina
A medina de Túnis é Patrimônio Mundial da UNESCO desde 1979. A Medina contém cerca de 700 monumentos, incluindo palácios, mesquitas, mausoléus, madrasas e fontes que datam dos períodos almóada e haféssida. Esses edifícios antigos incluem:
A Mesquita aglábida Azaituna ("Mesquita da Oliveira") construída em 723 por Ubaide Alá ibne Alhababe para celebrar a nova capital. O Dar El Bey, ou Palácio de Bey, compreende arquitetura e decoração de muitos estilos e períodos diferentes e acredita-se que fique sobre as ruínas de um teatro romano, bem como o palácio do século X de Ziadibe Alá II Alaglabe. Com uma área de 270 hectares (mais de 29 hectares para o Kasbah) e mais de 100 000 pessoas, a Medina compreende um décimo da população de Tunis. O planejamento da Medina de Tunis tem a distinção de não linhas de grade ou composições geométricas formais. No entanto, os estudos foram realizados na década de 1930 com a chegada dos primeiros antropólogos que descobriram que o espaço da Medina não é aleatório: as casas são baseadas em um código sociocultural de acordo com os tipos de relações humanas complexas.
Arquitetura doméstica (palácios e moradias), oficial e civil (bibliotecas e administrações), religiosa (mesquitas e zaouïas) e serviços (comercial e fondouks) estão localizados na Medina. A noção de espaço público é ambígua no caso de Medina, onde as ruas são vistas como uma extensão das casas e sujeitas a marcas sociais. No entanto, o conceito de propriedade é baixo e os souks muitas vezes se espalham para as estradas públicas. Hoje, cada distrito tem sua cultura e as rivalidades podem ser fortes.
O extremo norte apoia o clube de futebol Esperance Sportive de Tunis, enquanto do outro lado está o rival Club Africain. A Medina também tem uma setorização social: com o bairro de Tourbet el Bey e o distrito de Kasbah sendo aristocráticos, com uma população de juízes e políticos, enquanto as ruas de Pacha costumam ser militares e burguesas.
Fundada em 698 é a Mesquita Azaituna e a área circundante que se desenvolveu ao longo da Idade Média, dividindo Túnis em uma cidade principal em dois subúrbios, no norte (Bab Souika) e no sul (Bab El Jazira). A área se tornou a capital de um poderoso reino durante a era haféssida e era considerada um lar religioso e intelectual e um centro econômico para o Oriente Médio, África e Europa. Uma grande fusão de influências pode ser vista mesclando estilos andaluzes com influências orientais, e colunas romanas ou bizantinas, e a típica arquitetura árabe, caracterizada pelas arcadas. O patrimônio arquitetônico também está onipresente nas casas de indivíduos e funcionários de pequenos palácios, bem como no palácio do soberano de Kasbah. Embora alguns palácios e casas datem da Idade Média, um número maior de casas de prestígio foram construídas nos séculos XVII, XVIII e XIX, como Dar Othman (início do século XVII), Dar Ben Abdallah (século XVIII), Dar Hussein, Dar Cherif e outras casas. Os principais beis do palácio são os de La Marsa, Bardo e Ksar Said. Se adicionarmos as mesquitas e oratórios (cerca de 200), as madrassas (El Bachia, Slimania, El Achouria, Bir El Ahjar, Ennakhla, etc.), As zaouias (Mahrez Sidi Sidi Ali Azouz, Sidi Abdel Kader, etc.) e Tourbet El Fellari, Tourbet Aziza Othman e Tourbet El Bey o número de monumentos em Túnis se aproxima de 600. Ao contrário de Argel, Palermo e Nápoles, seu centro histórico nunca sofreu grandes desastres naturais ou intervenções urbanas radicais. Os principais conflitos e comportamentos humanos potencialmente destrutivos vividos na cidade ocorreram há relativamente pouco tempo após a independência do país, razão pela qual foi declarado Patrimônio da Humanidade pela UNESCO em 1979. No início do século XXI, a Medina é uma das cidades localizações urbanas mais bem preservadas no mundo árabe.
Além disso, ao longo das avenidas, a contribuição do período arquitetônico 1850-1950 pode ser sentida nos edifícios, como os prédios governamentais dos nove ministérios e a sede do município de Túnis.

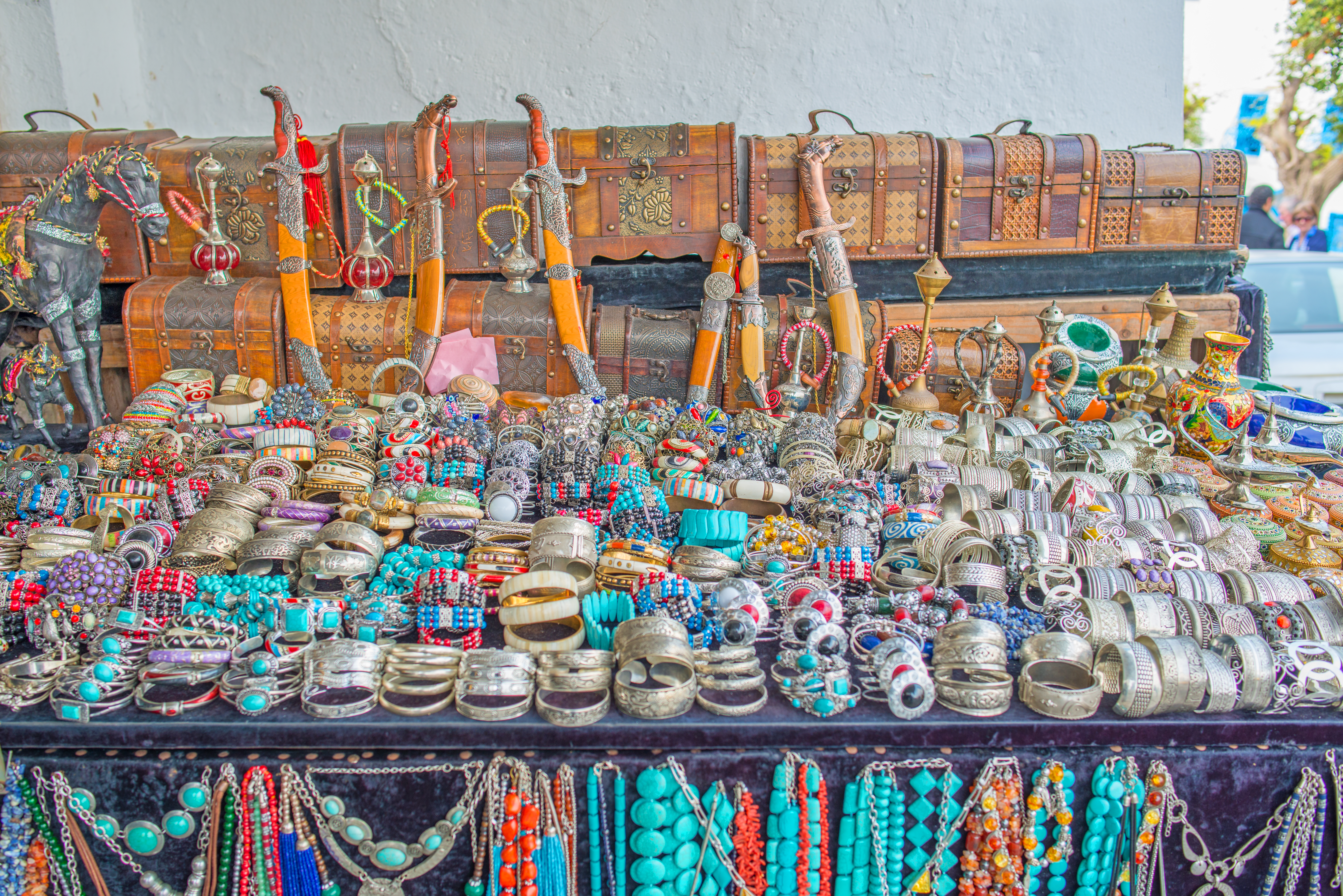
Medina em 2013

### Socos
Os socos são uma rede de ruas cobertas alinhadas com lojas e comerciantes e artesãos encomendados por especialidades. Comerciantes de roupas, perfumistas, vendedores de frutas, livreiros e comerciantes de lã têm mercadorias nos souks, enquanto peixarias, ferreiros e oleiros tendem a ser relegados para a periferia dos mercados.
Ao norte da mesquita Azaituna está o Souk El Attarine, construído no início do século XVIII. É conhecido por suas essências e perfumes. Deste souk, há uma rua que leva ao Souk Ech-Chaouachine (chachia). A principal empresa que a opera é uma das mais antigas do país e são geralmente descendentes de imigrantes andaluzes expulsos de Espanha. Anexado ao El Attarine estão dois outros souks: o primeiro, que corre ao longo da costa oeste da mesquita Azaituna, é o Souk El Kmach, que é conhecido por seus tecidos, e o segundo, o Souk El Berka, que foi construído em século XVII e abriga bordadeiras e joalherias. Dados os itens valiosos que vende, é o único souk cujas portas são fechadas e vigiadas durante a noite. No meio há uma praça onde funcionava o antigo mercado de escravos até meados do século XIX.
Souk El Berka leva ao Souk El Leffa, um soco que vende muitos tapetes, cobertores e outras tecelagens, e se estende com o Souk Es Sarragine, construído no início do século XVIII e especializado em couro. Na periferia estão os souks Et Trouk, El Blat, El Blaghgia, El Kébabgia, En Nhas (cobre), Es Sabbaghine (tingimento) e El Grana que vendem roupas e cobertores e era ocupada por mercadores judeus.

### Paredes e portões
Desde os primeiros dias de sua fundação, Tunis foi considerada uma importante base militar. O geógrafo árabe Iacubi escreveu que, no século IX, Túnis era cercada por uma parede de tijolos e argila, exceto o lado do mar onde era pedra. Bab El-Jazeera, talvez o portão mais antigo da parede sul, dava para a estrada sul. Bab Cartagena deu acesso a Cartago, importante para trazer os materiais de construção necessários para a cidade. Bab Souika (inicialmente conhecido como Bab El Saqqayin) teve um papel estratégico na manutenção das estradas para Bizerte, Béja e Le Kef. Bab Menara (inicialmente conhecido como Bab El Artha) abriu na medina e no subúrbio de El Haoua. Quanto ao El Bab Bhar, permitiu acesso a alguns funduques onde os comerciantes cristãos viviam em Tunis.
Com o desenvolvimento da capital sob o reinado dos haféssidas, dois subúrbios emergentes cresceram fora dos muros; Bab El Jazira ao sul e Bab Souika ao norte. No início do século XIV, Haféssida Darba Abu Maomé Almostancir Liani ordenou a construção de uma segunda câmara incluindo a Medina e dois subúrbios fora. Seis novos portões foram construídos, incluindo Bab El Khadra, Bab Saadoun, Bab El Allouj (inicialmente chamado de Bab Er-Rehiba), Khalid ou Bab Bab Sidi Abdallah Cherif, Bab El Fellah e Bab Alioua. No período otomano, quatro novos portões foram estabelecidos: Bab Laassal, Bab Sidi Abdesselam, Bab El Bab Gorjani e Sidi Kacem. A cidade mantém alguns desses portões, incluindo Bab El Khadra, Bab El Bhar e Bab Jedid, mas alguns dos primeiros já desapareceram.

### Locais de adoração
Entre os locais de culto, eles são mesquitas predominantemente muçulmanas. Existem também igrejas e templos cristãos: Arquidiocese Católica Romana de Tunis (Igreja Católica), igrejas protestantes, igrejas evangélicas.
Como no resto da Tunísia, uma grande maioria da população de Tunes (cerca de 99%) é muçulmana sunita. A capital é o lar de um grande número de mesquitas em vários estilos arquitetônicos, sinais de construção de suas respectivas épocas. A principal e mais antiga delas é a Mesquita Azaituna, fundada em 698 e construída em 732 e que fica no coração da Medina. Praticar o rito maliquita como a grande maioria das mesquitas da Tunísia. Foi completamente reconstruído em 864 e é um prestigioso local de culto, e foi durante muito tempo um importante local de cultura e conhecimento com a Universidade de Ez-Zitouna nas instalações até à independência da Tunísia. Ele ainda hospeda as principais cerimônias que marcam as datas do calendário muçulmano e é regularmente assistido pelo presidente.
A medina contém a maioria das principais mesquitas da capital, que foram construídas antes do advento do protetorado francês. A mesquita no Kasbah, foi fundada em 1230. Praticando o rito hanafita desde 1584, é reconhecível principalmente pela cúpula, bem como seu minarete, semelhante ao Cutubia em Marrakesh e é o mais alto da cidade. A mesquita Ksar, também de rito hanafita, está localizada em frente a Dar Hussein (Bab Menara) e foi construída no século XII. A Mesquita Hammouda Pasha, construída em 1655, é a segunda mesquita construída pelo rito hanafita em Túnis. A mesquita Youssef Dey funcionou principalmente como local para falar em público antes de se tornar uma mesquita real em 1631. A mesquita Sidi Mahrez é a maior mesquita hanafita em termos de área, mas não a mais alta. Construída em 1692, lembra a otomana Mesquita de Solimão em Istambul. A mesquita Saheb Ettabaâ, construída entre 1808 e 1814, foi a última mesquita construída pelos Túnis Husseinitas antes da ocupação francesa.
A presença de igrejas modernas em Tunes também é um testemunho da presença francesa há meio século. Tunis é a sede da Diocese de Tunis, com sede localizada na Catedral de São Vicente de Paulo. A igreja foi construída em 1897 no local do antigo cemitério cristão de Saint-Antoine. Isso inclui uma rede de edifícios católicos, incluindo a Igreja de Santa Joana D'Arc, mas também com a Igreja Protestante Reformada e a Igreja Anglicana de Saint-Georges.
O judaísmo, por sua vez, desfruta de uma longa tradição de presença na cidade, apesar da emigração de grande parte da comunidade após a independência. Entre os locais de culto estão a Sinagoga Beit Yaacouv e especialmente a Grande Sinagoga de Túnis, construída no final da década de 1940 para substituir a antiga Grande Sinagoga, que foi demolida como parte da área de reconstrução judaica, a Hara.

## Esportes
A cidade recebeu a final do Campeonato Mundial de Handebol de 2005. Os principais clubes de futebol da cidade são o Club Africain, o Espérance Sportive de Tunis e o Stade Tunisien.

## Acordos de cooperação
O município de Tunes tem assinado numerosos acordos de cooperação com cidades de todo o mundo, sendo elas:
| - Alemanha — Colónia - Uzbequistão — Tasquente - Chéquia — Praga - Arábia Saudita — Jidá - Marrocos — Rabat - Kuwait — Kuwait - França — Marselha - Portugal — Lisboa - Brasil — Rio de Janeiro - Catar — Doha | - Chile — Santiago - Omã — Mascate - Itália — Roma - Rússia — Moscovo - Canadá — Montreal - Jordânia — Amã - Suécia — Estocolmo - França — Paris - Áustria — Viena |